# Conus cedonulli
Conus cedonulli (лат.) — вид брюхоногих моллюсков из семейства конусов (Conidae).
Мягкое тело моллюска тёмно-красного цвета. Раковина конической формы с бугорками на верхнем краю оборотов, жёлтого цвета с зубчатыми белыми пятнами и состоящими из чередующихся бурых и белых члеников поперечными линиями. Длина раковины составляет от 38 до 78 мм.
Этот вид встречается в Карибском море от Колумбии до Тринидада, вдоль Малых Антильских островов и Багамских островов.
Некоторые, особенно редкие формы, очень высоко ценятся среди коллекционеров.

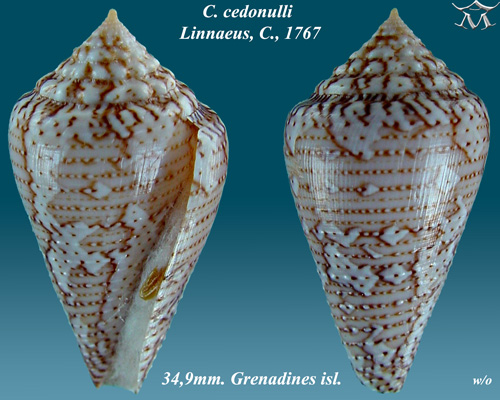
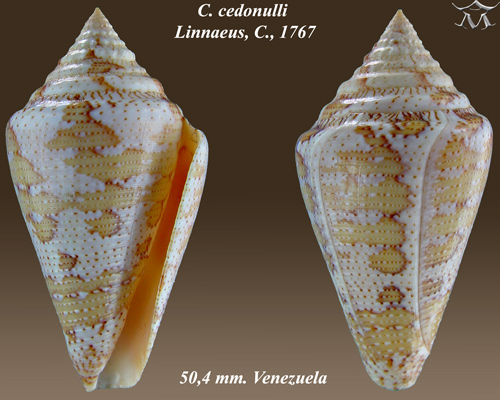
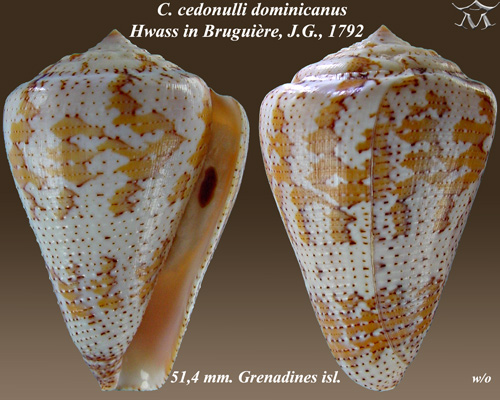
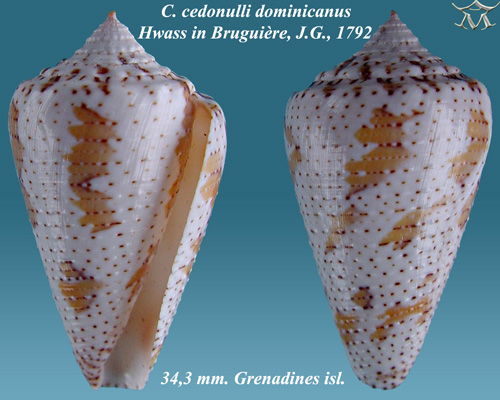
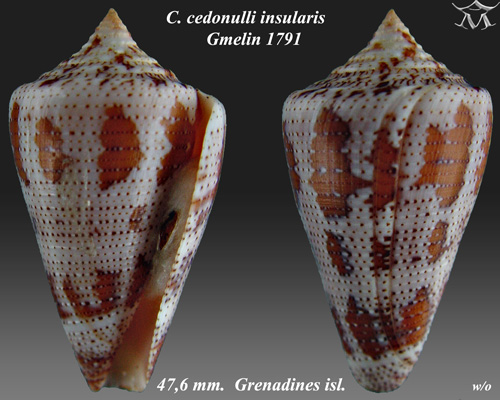